# The Other Side of Mars
The Other Side of Mars è il primo album in studio da solista del chitarrista statunitense Mick Mars (ex Mötley Crüe), pubblicato nel 2024.

## Tracce
Testi e musiche di Mick Mars, Jacob Bunton e Paul Taylor, eccetto dove indicato.
1. Loyal to the Lie – 3:52
2. Broken on the Inside – 3:23
3. Alone – 4:55
4. Killing Breed – 5:45 (Mars, Taylor)
5. Memories – 3:38
6. Right Side of Wrong – 3:14
7. Ready to Roll – 3:11
8. Undone – 4:39 (Mars, Taylor)
9. Ain't Going Back – 2:50
10. LA Noir – 3:42 (Mars)

## Formazione
- Mick Mars – chitarra
- Paul Taylor – tastiera, chitarra
- Jacob Bunton – voce, violino
- Brion Gamboa – voce (4, 8)
- Ray Luzier – batteria
- Chris Collier – basso